# Hans Jakob Dünz (II.)
Hans Jakob Dünz (II.) (getauft am 15. Februarjul. / 25. Februar 1603greg. in Bern; † 9. September 1668 in Brugg) war ein Schweizer Maler.
Dünz war der Sohn des Glasmalers Hans Jakob Dünz (I.) und der Vater von Johannes Dünz. Er schenkte 1633 der Stadtbibliothek Zürich den von Salomon Vögelin wiederentdeckten Holbeintisch.